# Irki
Irki (niem. Irrkau) – część kolonii Rzyce w Polsce, położona w województwie śląskim, w powiecie lublinieckim, w gminie Koszęcin.
W latach 1975–1998 Irki przynależały do województwa częstochowskiego.
Irki położone są obok drogi wojewódzkiej nr 906 Zawiercie – Lubliniec.
Wierni będący katolikami przynależą do parafii Najświętszego Serca Pana Jezusa „NSPJ” w Koszęcinie.
W sierpniu 2008 przez Irki przeszła trąba powietrzna, która zniszczyła lub uszkodziła domy mieszkalne, zabudowania gospodarskie oraz część pobliskiego lasu.